# إدنا لورانس
إدنا لورانس (بالإنجليزية: Edna Lawrence)‏ هي عارضة وممثلة أمريكية، ولدت في 1 مارس 1916 في مقاطعة هاريس في الولايات المتحدة، وتوفيت في 29 أكتوبر 1995 في لوس أنجلوس في الولايات المتحدة.

## وصلات خارجية
- إدنا لورانس على موقع IMDb (الإنجليزية)
- إدنا لورانس على موقع أول موفي (الإنجليزية)
- إدنا لورانس على موقع قاعدة بيانات الفيلم (الإنجليزية)
- إدنا لورانس على موقع كينوبويسك (الروسية)